# ويليام ليهي
ويليام ليهي (بالإنجليزية: William Leahy)‏ هو عسكري أسترالي، ولد في 27 مارس 1893 في Kilmore, Victoria ‏ في أستراليا، وتوفي في 11 أغسطس 1918 في فرنسا.